# Эльскоп
Эльскоп (нем. Elskop) — община в Германии, в земле Шлезвиг-Гольштейн. 
Входит в состав района Штайнбург. Подчиняется управлению Кремпермарш.  Население составляет 162 человека (на 31 декабря 2010 года). Занимает площадь 7,34 км².